# Hans-Otto Schümann

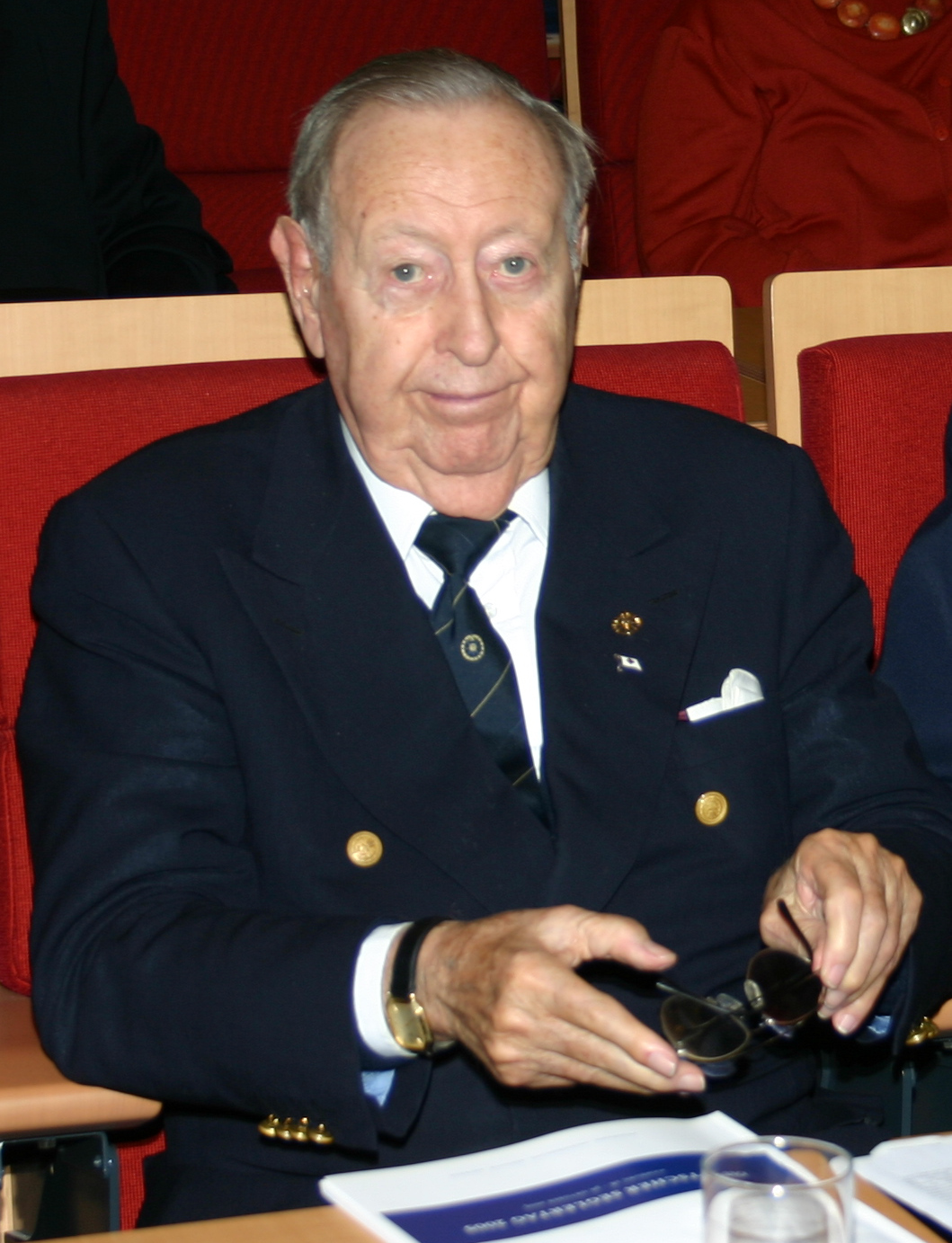
Hans-Otto Schümann beim DSV-Seglertag 2005 in Hamburg

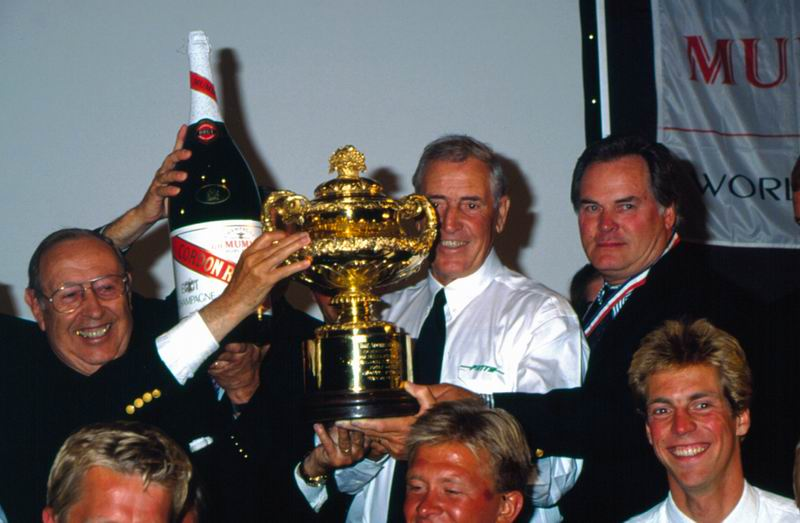
Deutsche Admiral’s-Cup-Sieger: (von links) Hans-Otto Schümann (Rubin), Illbruck (Pinta), Schütz (Container), 1993

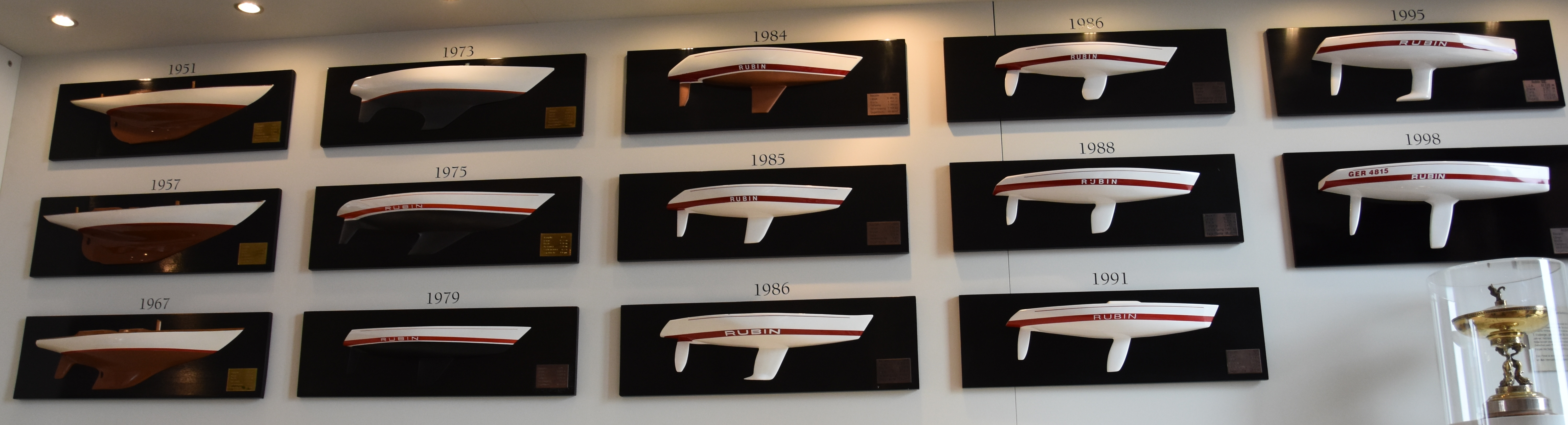
Diese Rumpfmodelle zeigen die diversen Formen der Rubin, mit denen Schümann segelte

Hans-Otto Schümann (* 4. Dezember 1916 in Hamburg; † 21. September 2014 ebenda) war ein deutscher Unternehmer, Hochseesegler und Segelfunktionär.

## Segler
Alle 16 Jachten von Hans-Otto Schümann hatten den Namen Rubin. 1973, 1985 und 1993 gewann er als Teil der deutschen Mannschaft mit seinem Boot Rubin den Admiral’s Cup. Schümann war Mitglied im Hamburger Segel-Club (HSC) und von 1958 bis 1999 Vorsitzender des HSC, danach Ehrenvorsitzender und bis zu seinem Tode 2014 Kommodore. Er war von 1956 bis 1969 und von 1973 bis 1984 Vizepräsident, von 1985 bis 1993 Präsident des Deutschen Segler-Verbandes, danach ebenfalls bis zu seinem Tode 2014 Ehrenpräsident.

## Unternehmer
Schümann studierte Chemie an der Universität Karlsruhe, musste sein Studium jedoch abbrechen, um die Firma seines Vaters zu übernehmen. Nach dem Zweiten Weltkrieg baute er die Hans-Otto Schümann GmbH & Co. KG zu einem führenden Hersteller  für Vaseline und Paraffin in Europa aus. Die Firma wurde 2003 durch das südafrikanische Unternehmen Sasol übernommen, Schümann blieb aber noch bis 2005 Geschäftsführer. 2008 verhängte die EU-Wettbewerbsbehörde wegen eines Wachskartells eine Strafe von 318 Millionen Euro gegen die Sasol, als Rechtsnachfolger des Unternehmens von Schümann. Die Preisabsprachen sollen während seiner Zeit als Geschäftsführer von ihm mit initiiert worden sein.

## Auszeichnungen
- Silbernes Lorbeerblatt[7]
- Bundesverdienstkreuz 1. Klasse 1978
- Ehrenpräsident des Deutschen Segler-Verbandes[7]
- Mitglied im Royal Yacht Squadron in Cowes, Isle of Wight, England, als bisher zweiter Deutscher nach Kaiser Wilhelm II.[7]